# Hassan Abdou
Hassan Abdou (arab. ‏حسن عبده‎; ur. 10 lutego 1973) – komoryjski lekkoatleta, olimpijczyk.
Wystąpił na Letnich Igrzyskach Olimpijskich 1996 w eliminacjach biegu na 400 m. Z wynikiem 50,17 zajął ostatnią 8. pozycję w swoim biegu eliminacyjnym, osiągając 57. miejsce wśród 62 zawodników, którzy przystąpili do rywalizacji (ze sklasyfikowanych sprinterów wyprzedził tylko Jemeńczyka Anwara Mohameda Alego).
Rekord życiowy w biegu na 400 m – 50,10 (1995).